# Sinpunctiptilia emissalis
Sinpunctiptilia emissalis là một loài bướm đêm thuộc họ Pterophoridae. Nó được tìm thấy ở Úc, bao gồm Tasmania.

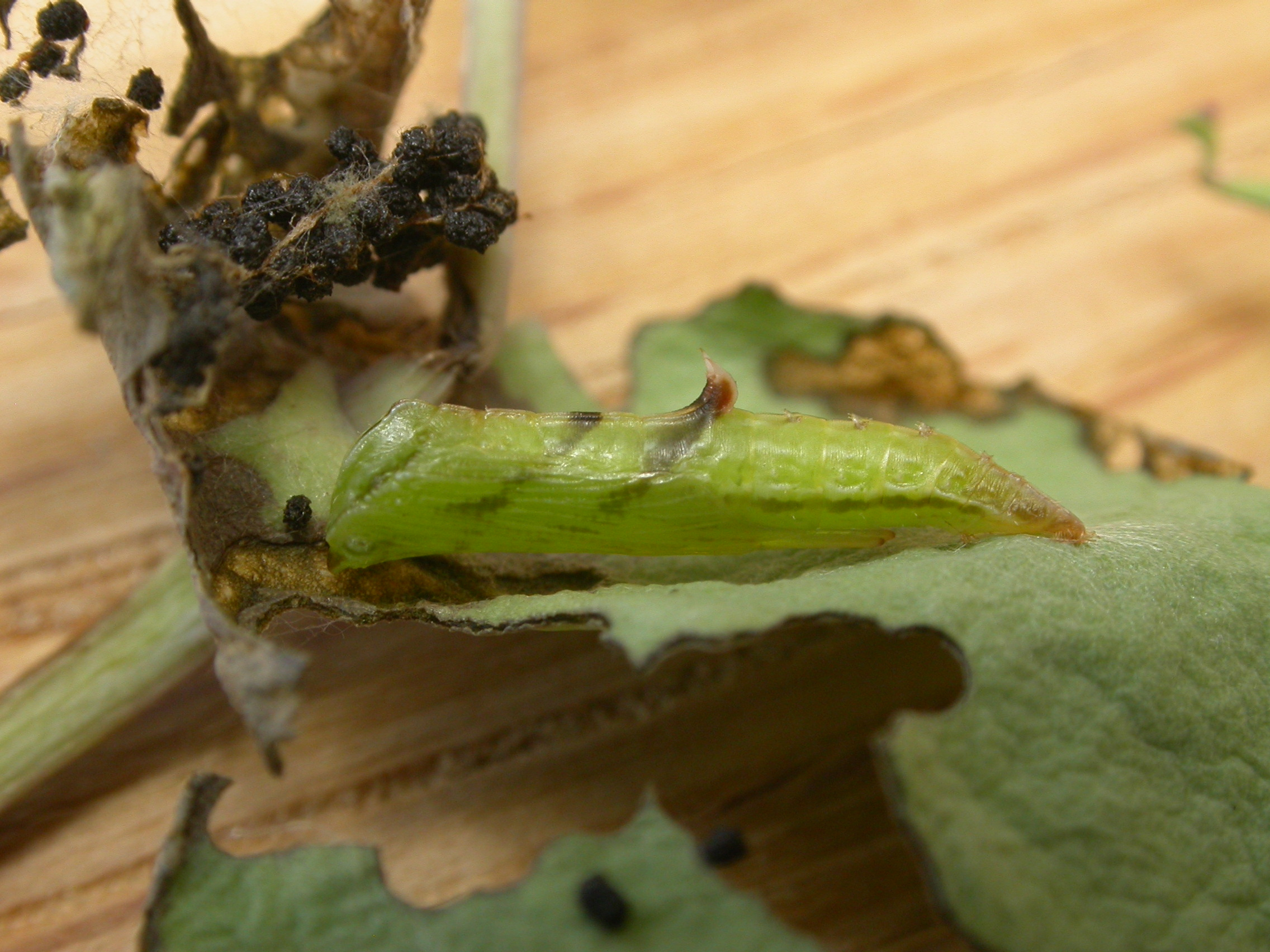
Sâu bướm on Derwentia perfoliata

Sải cánh dài khoảng 20 mm. Adults have brown plumes, with two pale marks near each forewing apex, và several dark marks on each forewing costa.
Ấu trùng ăn the leaves của Derwentia perfoliata.

## Hình ảnh

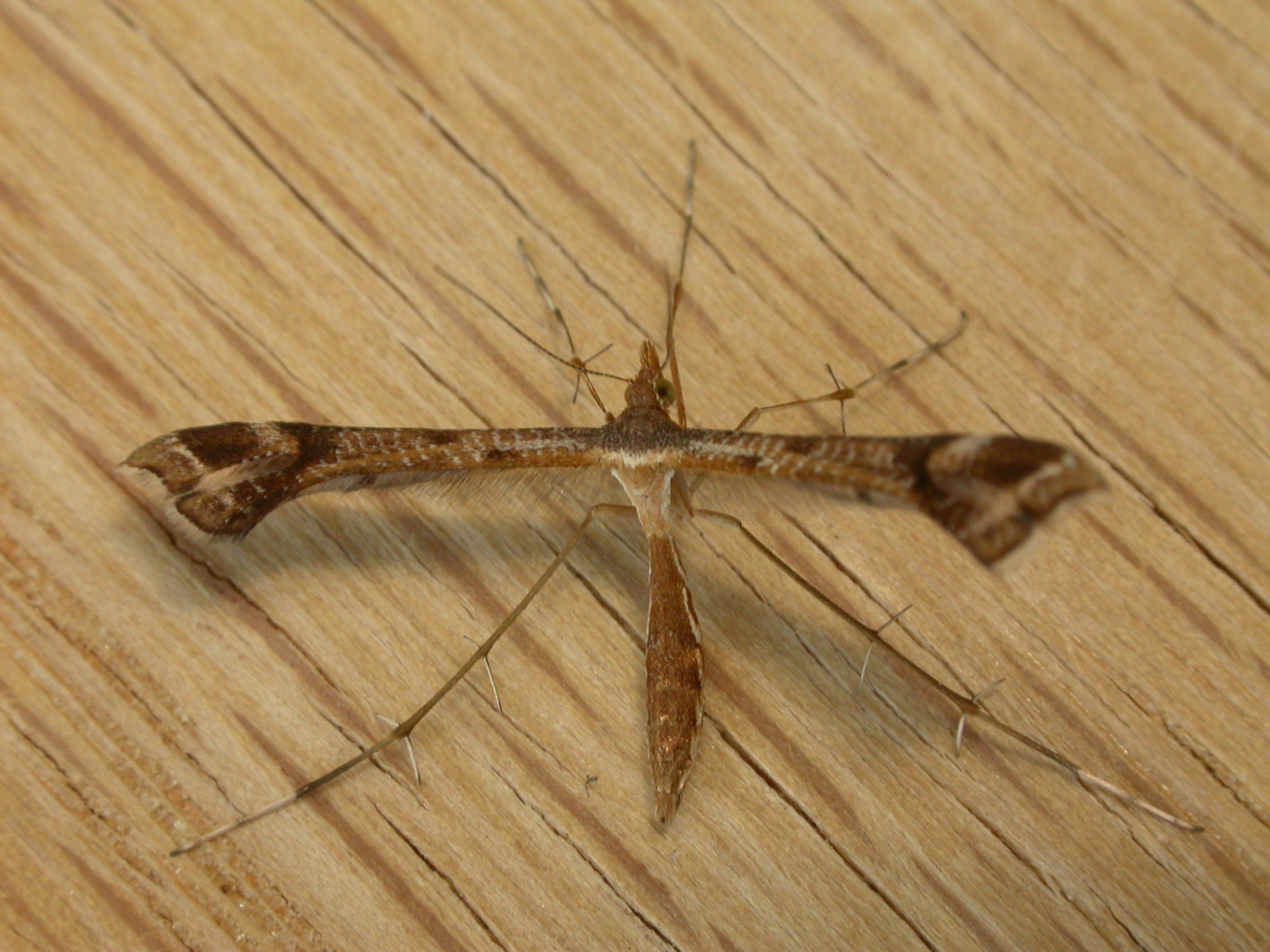
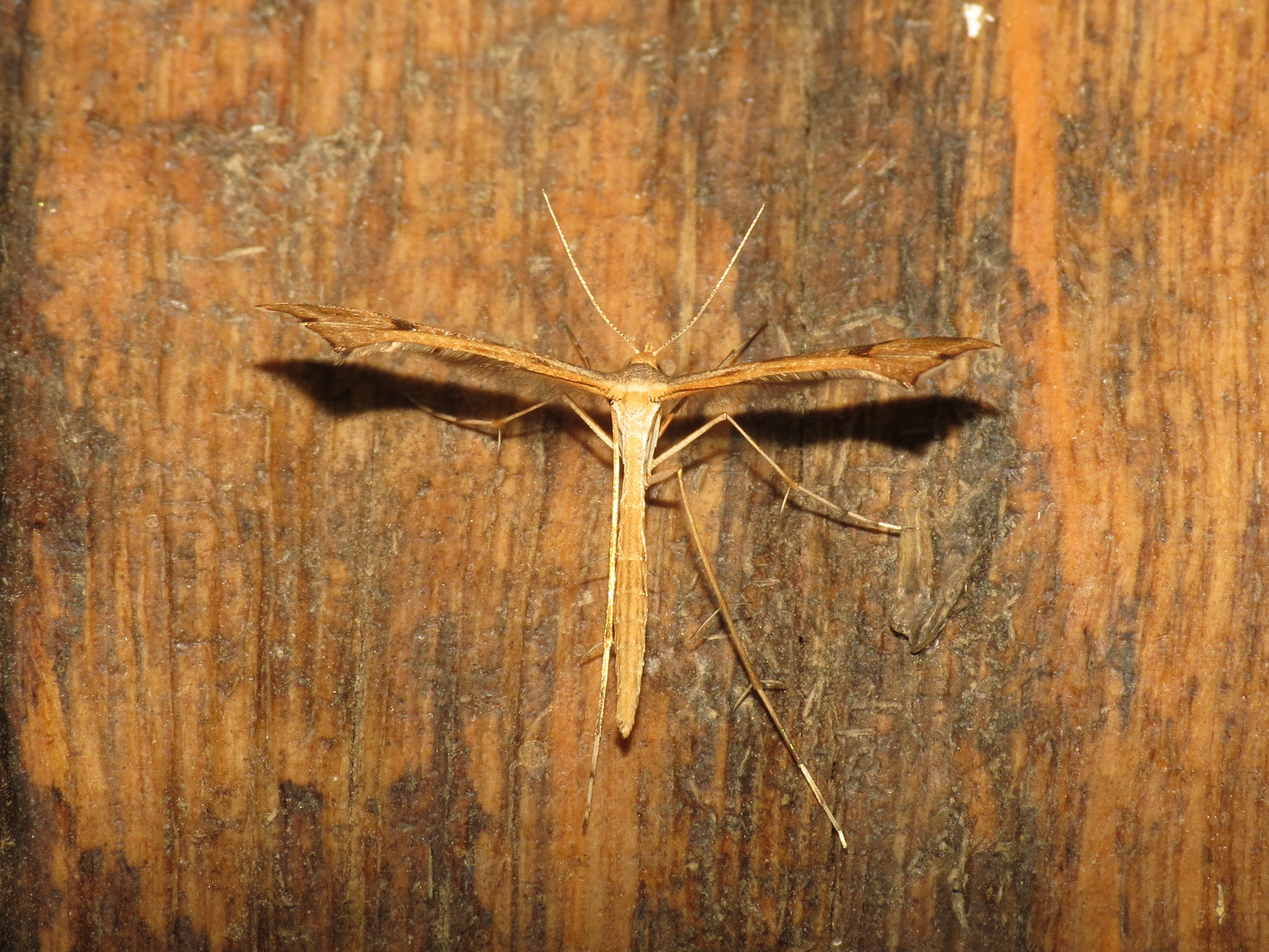
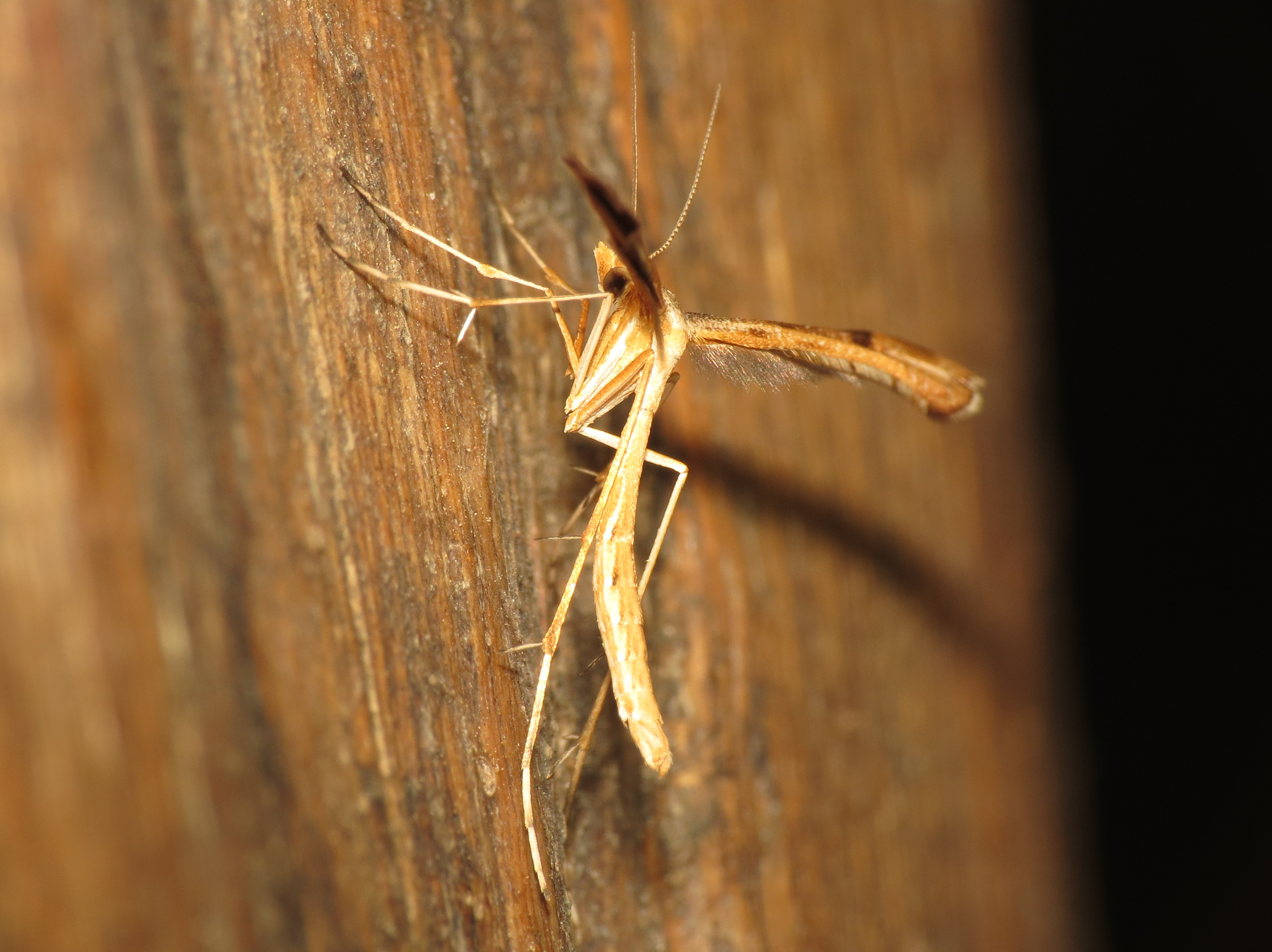
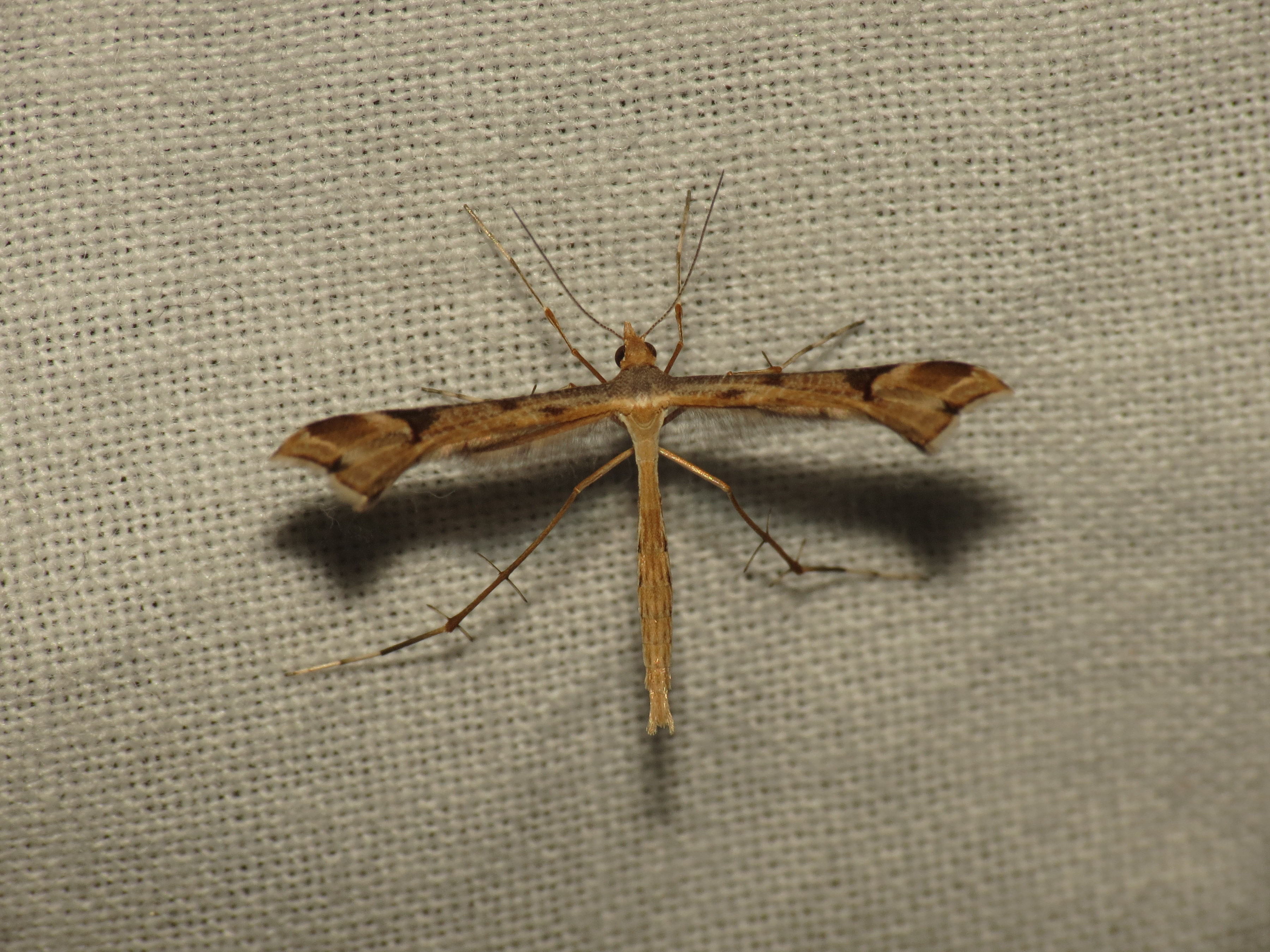